# Matthias Sträßner
Matthias Sträßner (* 22. Februar 1952 in Stuttgart) ist ein deutscher Dramaturg, Kulturmanager und Rundfunkredakteur. Er leitete von November 1989 bis Februar 2015 die Hauptabteilung Kultur des Deutschlandfunks.

## Leben
Sträßner absolvierte 1970  das Abitur in Stuttgart. Ein bis 1978 währendes Studium der Germanistik, Philosophie und Geschichte an der Universität Stuttgart schloss er mit der Promotion zum Dr. phil. ab.
Von 1980 bis 1983 betreute er als persönlicher Referent von Wolfgang Gönnenwein die Ludwigsburger Schlossfestspiele, die seinerzeit als Internationale Festspiele Baden-Württemberg zu einem breiteren Programm aufgewertet worden waren, und war dann bis 1989 deren geschäftsführender Direktor. Von 1986 bis 1989 war er auch künstlerischer Berater des Generalintendanten der Staatstheater Stuttgart.
Von November 1989 bis Februar 2015 leitet Sträßner die Hauptabteilung Kultur im Deutschlandfunk. Von 1992 bis 2001 war er auch Geschäftsführer der Deutschlandfunk- später der DeutschlandRadio-Marketing GmbH. Seit 1999 vertrat er das Deutschlandradio im Kuratorium der Rundfunk-Orchester und -Chöre gGmbH. Am 28. Februar 2015 trat er in den Ruhestand.
Zusammen mit anderen, darunter auch Wolf Werth vom Deutschlandfunk, wurde er 2004 in Saarbrücken von dem Deutschen Nationalkomitee für Denkmalschutz mit dem Denkmalschutzpreis Silberne Halbkugel ausgezeichnet.

## Veröffentlichungen
- Analytisches Drama. Dissertation. Fink-Verlag, München 1980, ISBN 3-7705-1859-4.
- Die Ludwigsburger Schloßfestspiele: ein Panorama in Porträts und Programmen 1933–1987. DVA, Stuttgart 1987, ISBN 3-421-06365-6.
- Tanzmeister und Dichter: Literaturgeschichte(n) im Umkreis von Jean-Georges NoverreLiteratur-Geschichte(n) im Umkreis von Jean Georges Noverre ; Lessing, Wieland, Goethe, Schiller. Henschel, Berlin 1994, ISBN 3-89487-198-9.
- Der Dirigent Leo Borchard: eine unvollendete Karriere. Transit, Berlin 1999, ISBN 3-88747-144-X.
- Flöte und Pistole: Anmerkungen zum Verhältnis von Nietzsche und Ibsen. Königshausen & Neumann, Würzburg 2003, ISBN 3-8260-2539-3.
- „Erzähl mir vom Krieg!“ Wie 4 Journalistinnen 1945 ihre Berliner Tagebücher schreiben; Ruth Andreas-Friedrich, Ursula von Kardorff, Margret Boveri und Anonyma. Königshausen & Neumann, Würzburg 2014, ISBN 978-3-8260-5438-9.
- Der Dirigent, der nicht mitspielte: Leo Borchard 1899–1945. Lukas Verlag für Kunst- und Geistesgeschichte, Berlin 2017, ISBN 978-3-86732-272-0.